# Met Center
Le Met Center (auparavant appelé Metropolitan Sports Center) était une salle omnisports située à Bloomington, dans la banlieue sud de Minneapolis, au Minnesota. 
C'était le domicile des North Stars du Minnesota de la LNH de 1967 à 1993, et des Minnesota Muskies de l'ABA. Les Muskies ont joué seulement une saison, avant de déménager à Miami. Ils furent remplacés par les Minnesota Pipers, qui eux aussi ont joué une saison. Les Minnesota Strikers de la MISL ont joué le football en salle dans le Met Center de 1984 à 1988. L'arène pouvait asseoir 15 000 personnes.

## Histoire
Les North Stars du Minnesota ont joué leur premier match à domicile dans l'arène le 21 octobre 1967 contre les Seals d'Oakland, avec un score nul de 3-3. Pendant ses 15 premières années, on l'a connu comme le Metropolitan Sports Center; un nom plus court a été adopté en 1982.
Le Met Center a été démoli en décembre 1994 après que les North Stars ont déménagé à Dallas, Texas, devenant les Stars de Dallas. Trois tentatives ont été faites pour entreprendre une implosion contrôlée du bâtiment, mais aucune n'était suffisante pour le détruire. En conséquence, l'arène a dû être démolie en utilisant l'équipement lourd habituel. 
Plusieurs années après que l'arène a été démolie, la propriété a servi pour l'extension du Mall of America. En 2004, un magasin IKEA fut ouvert sur l'extrémité ouest de la propriété, et le nouveau American Boulevard a été dévié par l'extrémité est. Le reste du site est prévu pour devenir l'emplacement du Mall of America Phase II.

## Événements
- 25e Match des étoiles de la Ligue nationale de hockey, 25 janvier 1972
- Minnesota Boys' High School Hockey Tournament
- 1, rue Sésame Live "Missing Bird Mystery", 17 septembre 1980